# Burza (film 1928)
Burza (ang. Tempest) – amerykański film z 1928 roku.

## Obsada
- John Barrymore

## Nagrody
| Nazwa nagrody | Wygrane                                                                                          | Nominacje    |
| ------------- | ------------------------------------------------------------------------------------------------ | ------------ |
| Oscar         | 1929 Najlepsza scenografia i dekoracja wnętrz William Cameron Menzies (również za film Gołębica) | 1929 wygrana |